# Zaberejjea, Bohorodceanî
Zaberejjea (în ucraineană Забережжя) este o comună în raionul Bohorodceanî, regiunea Ivano-Frankivsk, Ucraina, formată numai din satul de reședință.

## Demografie
Componența lingvistică a comunei Zaberejjea
     Ucraineană (99,89%)
     Alte limbi (0,11%)
Conform recensământului din 2001, majoritatea populației comunei Zaberejjea era vorbitoare de ucraineană (99,89%), existând în minoritate și vorbitori de alte limbi.